# Tomteboda
Tomteboda är ett område i stadsdelarna Huvudsta och Haga i Solna kommun, nordväst om Stockholms innerstad och väster om Hagastaden. 
Området domineras av en stor rangerbangård för godstrafik. Här fanns tidigare även en järnvägsstation för persontrafik, Tomteboda station, nedlagd på 1910-talet. Citybanan ansluter via Tomtebodatunneln sedan till banorna mot Uppsala (Ostkustbanan) och Västerås (Mälarbanan).
Tomteboda postterminal var i bruk 1983–2014. Den 21 juni 2021 öppnade SL Nordens största bussdepå där delar av Tomtebodas gamla postterminal används. 

## Historik
Ungefär där Karolinska sjukhuset ligger i dag fanns fram till 1600-talet en bondby som hette Bolstomta. Genom en medveten förvrängning av detta namn uppstod formen Tomteboda. Tomteboda var sedan namnet på en gård öster om Tomtebodaskolan, vars sista byggnader revs för utbyggnaden av järnvägen under tidigt 1900-tal. Det så kallade Tomtebodagravfältet grävdes ut 2003.

## Byggnader
Öster om rangerbangården ligger förutvarande Tomtebodaskolan. Skolan lades ner 1986 och ombildades då till Tomtebodaskolans resurscenter (TRC). Sedan år 2005 använder Europeiska smittskyddsmyndigheten den byggnaden. Här ligger också det byggnadsminnesmärkta Kontrollkontoret från 1912, som var Statens järnvägars förvaltningsbyggnad. Västra sidan domineras av Tomteboda postterminal som uppfördes åren 1980 till 1983  för Byggnadsstyrelsen och ritades av arkitektföretaget Rosenbergs Arkitekter. Tomteboda postterminal är en av Sveriges största enskilda byggnader.

## Bilder

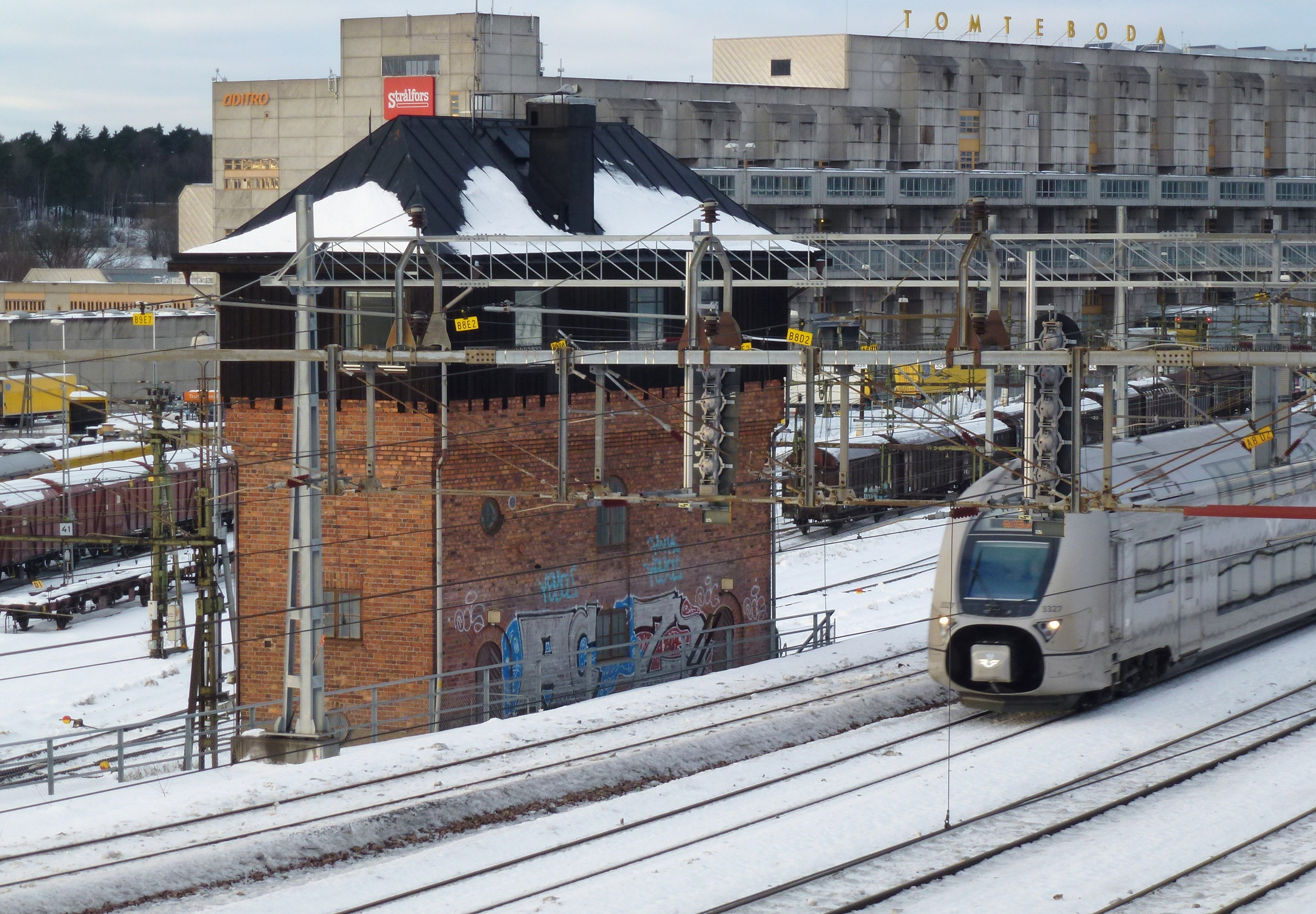
Spårområdet och ställverksbyggnaden
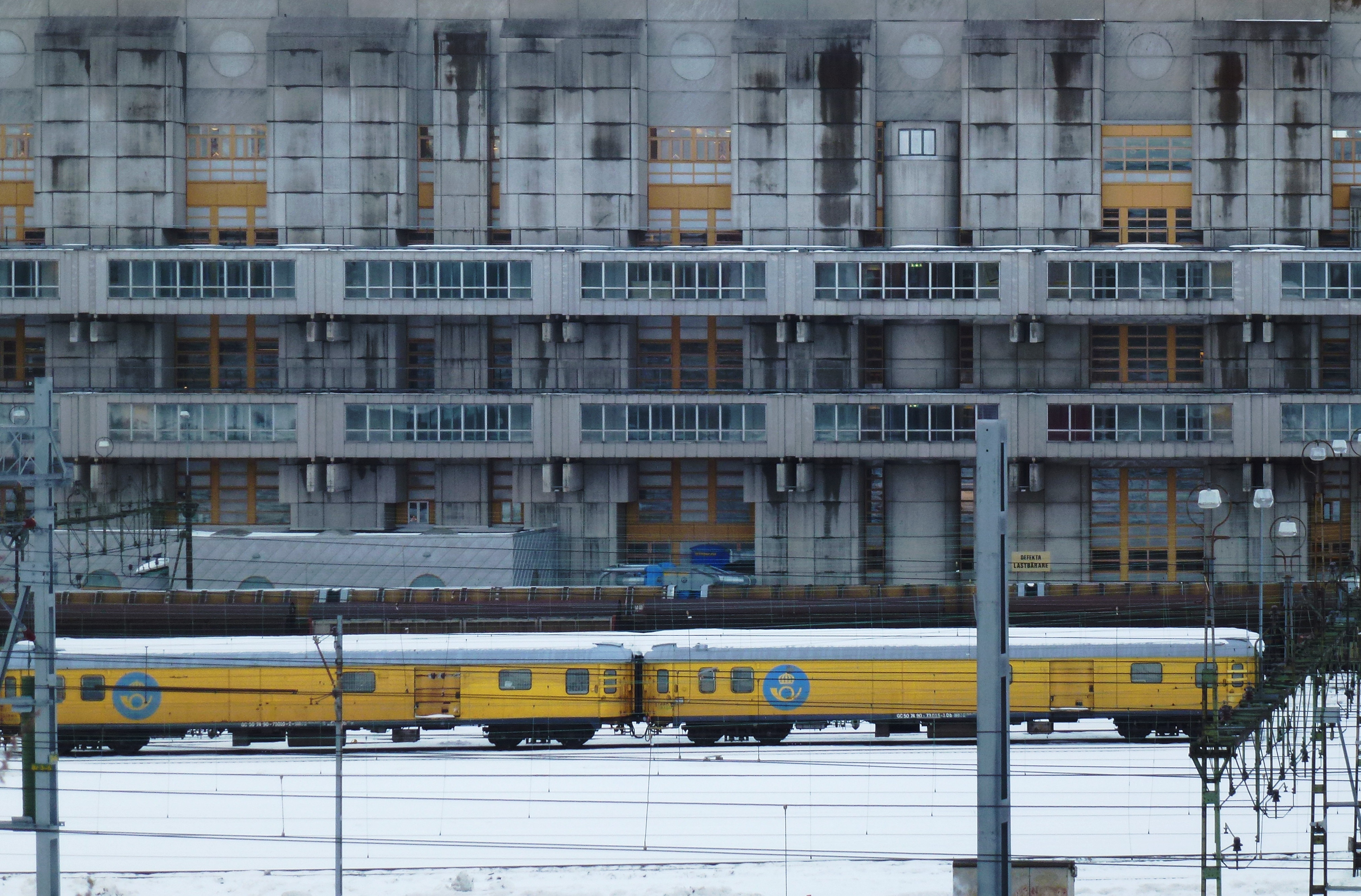
Postterminalens betongfasad mot ost
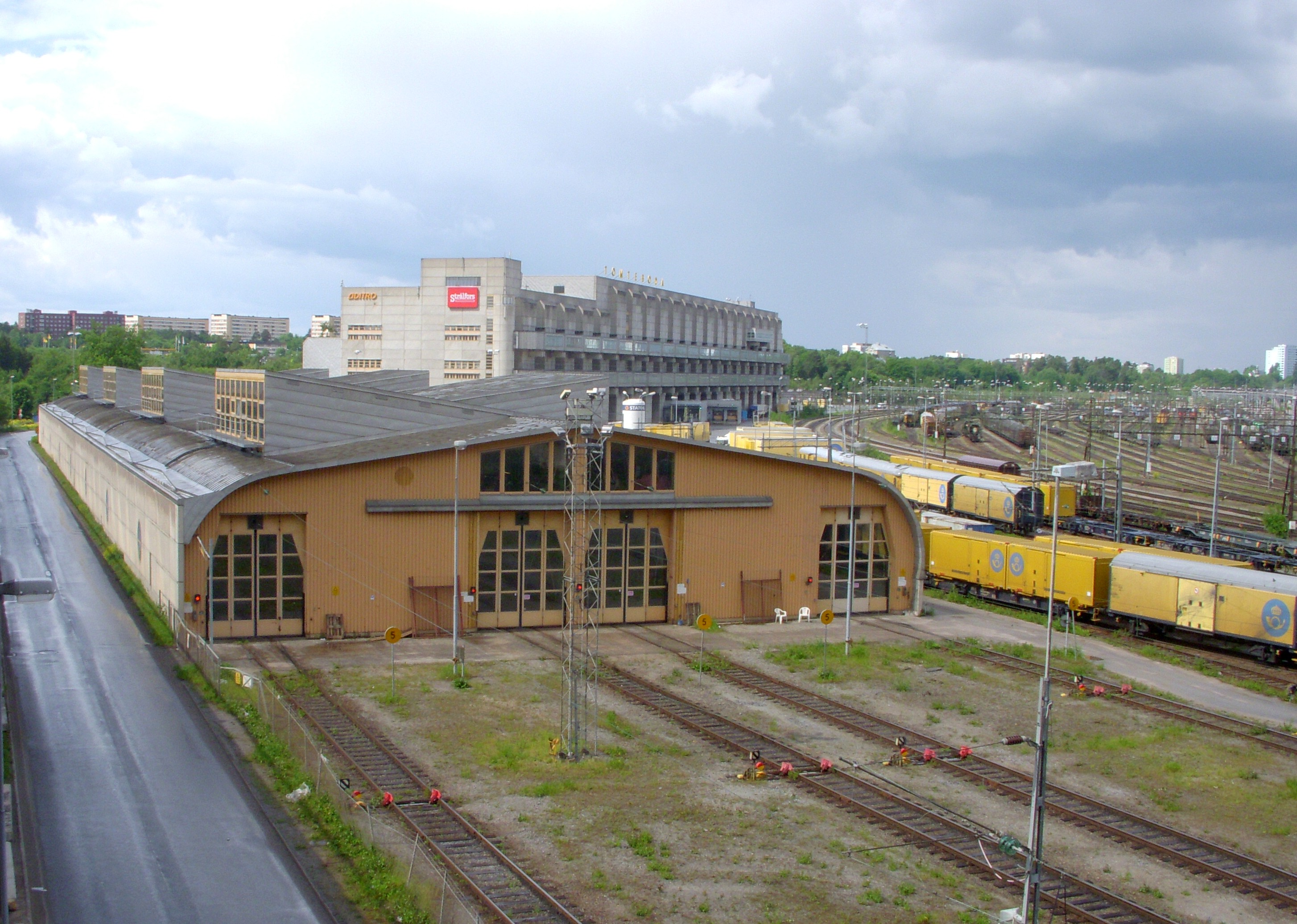
Postterminalens vagnhall
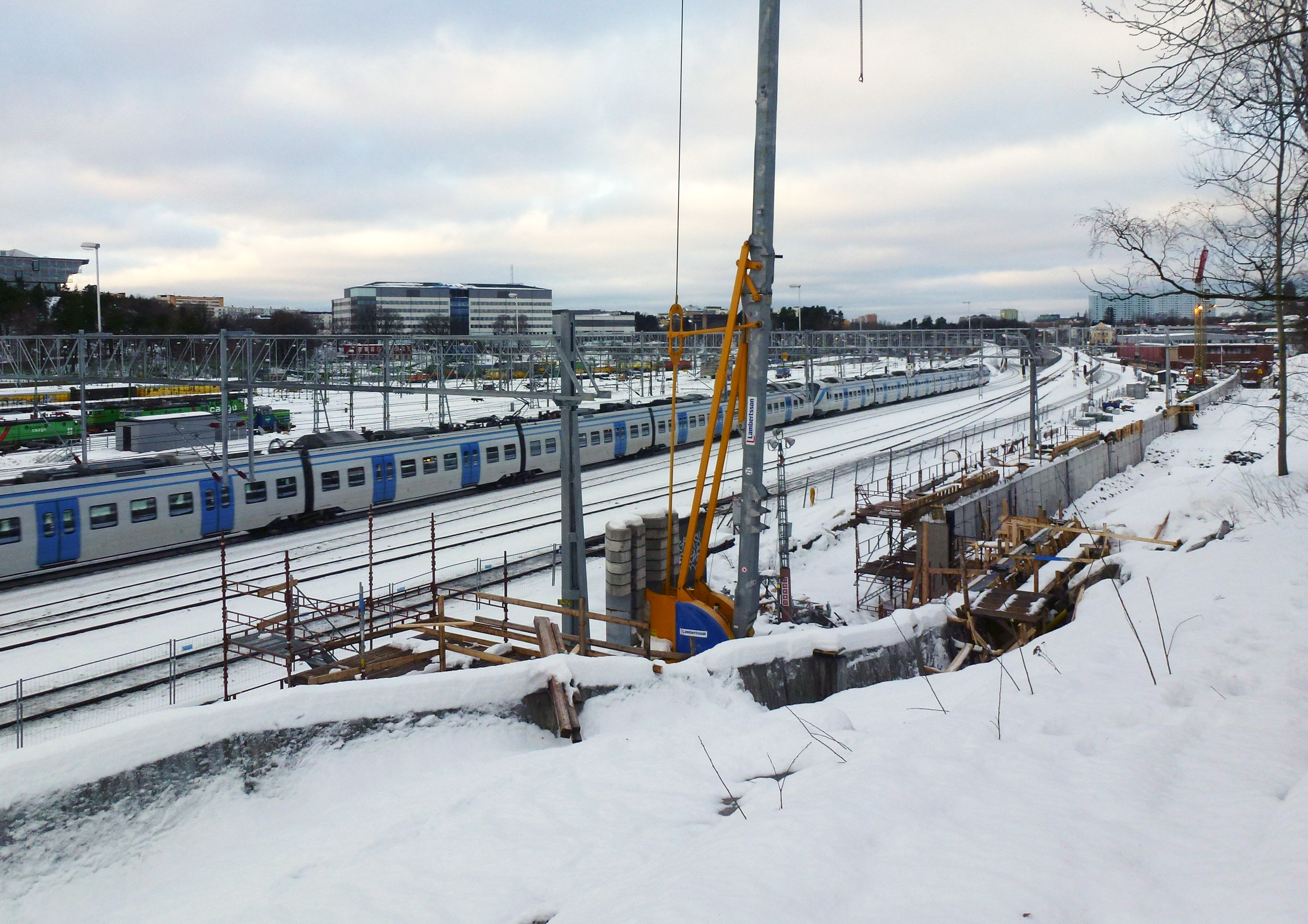
Mynning av blivande Tomteboda betongtunnel